# Distrito electoral federal 1 de Guanajuato
El I Distrito Electoral Federal de Guanajuato es uno de los 300 distritos electorales en los que se encuentra dividido el territorio de México para la elección de diputados federales y uno de los 15 en los que se divide el estado de Guanajuato. Su cabecera es la ciudad de San Luis de la Paz.
Desde la distritación de 2017, se forma con el territorio de ocho municipios: Atarjea, Doctor Mora, Dolores Hidalgo, San Luis de la Paz, Santa Catarina, Tierra Blanca, Victoria y Xichú.

## Distritaciones anteriores

### Distritación 1996 - 2005
Entre 1996 y 2005 el Primer Distrito se encontraba ubicado en la zona noroeste del estado, lo formaban los municipios de Ocampo, San Diego de la Unión y San Felipe, que lo siguen integrando, más el de Dolores Hidalgo, la cabecera era la ciudad de Dolores Hidalgo.

### Distritación 2005 - 2017
En la distritación de 2005, el distrito 1 se formó con los municipios de la zona norte del estado: Atarjea, Doctor Mora, Dolores Hidalgo, San Luis de la Paz, San Felipe, Santa Catarina, Tierra Blanca, Victoria y Xichú.

## Diputados por el distrito
| Diputado | Diputado                        | Grupo parlamentario | Legislatura                | Periodo     |
| -------- | ------------------------------- | ------------------- | -------------------------- | ----------- |
|          | Sabino Flores                   |                     | I                          | 1857        |
| Vacante  | Vacante                         | Vacante             | II                         | 1861 - 1863 |
|          | Higinio Nuñez                   |                     | III                        | 1863 - 1865 |
|          | Gabino Barreda                  |                     | IV                         | 1867 - 1868 |
| Vacante  | Vacante                         | Vacante             | V VI                       | 1869 - 1873 |
|          | José Fernández                  |                     | VII                        | 1873 - 1875 |
|          | Andrés Ortega                   |                     | VIII                       | 1875 - 1878 |
|          | Pedro M. Ibargüengoitia         |                     | IX                         | 1878 - 1880 |
|          | Juan Bribiesca                  |                     | X                          | 1880 - 1882 |
|          | Manuel Ibargüengoitia           |                     | XI                         | 1882 - 1884 |
|          | Sóstenes Rocha                  | Liberal             | XII                        | 1884 - 1886 |
|          | Joaquín Chico                   |                     | XIII                       | 1886 - 1888 |
|          | Rafael Pérez Gallardo           |                     | XIV                        | 1888 - 1890 |
|          | Mariano Escobedo                | Liberal             | XV XVI                     | 1890 - 1894 |
|          | Eduardo Liceaga                 |                     | XVII XVIII XIX XX XXI XXII | 1894 - 1906 |
| Vacante  | Vacante                         | Vacante             | XXIII                      | 1906 - 1908 |
|          | Eduardo Liceaga                 |                     | XXIV XXV                   | 1908 - 1912 |
|          | Alejandro M. Ugarte             |                     | XXVI                       | 1912 - 1913 |
|          | Apolonio Sánchez Ramón Frausto  |                     | Constituyente              | 1916 - 1917 |
|          | Francisco Medina                | PLN                 | XXVII XXVIII               | 1917 - 1920 |
|          | Ramón Velarde                   |                     | XXIX                       | 1920 - 1922 |
|          | José A. Guerra                  |                     | XXX XXXI                   | 1922 - 1926 |
|          | Nicolás Cano                    |                     | XXXII                      | 1926 - 1928 |
|          | Octavio Mendoza González        | PRG                 | XXXIII                     | 1928 - 1930 |
|          | Enrique Fernández Martínez      |                     | XXXIV                      | 1930 - 1932 |
|          | Alfonso Fernández               |                     | XXXV                       | 1932 - 1934 |
|          | Ramón V. Santoyo                |                     | XXXVI                      | 1934 - 1937 |
|          | Benigno Arredondo Rivera        |                     | XXXVII                     | 1937 - 1940 |
|          | J. Buenaventura Lara            |                     | XXXVIII                    | 1940 - 1943 |
|          | Fernando Mora                   | CI                  | XXXIX                      | 1943 - 1946 |
|          | Ramón V. Santoyo                |                     | XL                         | 1946 - 1949 |
|          | Rafael Corrales Ayala           |                     | XLI                        | 1949 - 1952 |
|          | J. Jesús Lomelín Mancilla       |                     | XLII                       | 1952 - 1955 |
|          | Rafael Corrales Ayala           |                     | XLIII                      | 1955 - 1958 |
|          | Manuel Tinajero Orosio          |                     | XLIV                       | 1958 - 1961 |
|          | Virginia Soto Rodríguez         |                     | XLV                        | 1961 - 1964 |
|          | Luis Dantón Rodríguez           |                     | XLVI                       | 1964 - 1967 |
|          | Daniel Chowell Cázares          |                     | XLVII                      | 1967 - 1970 |
|          | Vicente Martínez Santibáñez     |                     | XLVIII                     | 1970 - 1973 |
|          | Luis Dantón Rodríguez           |                     | XLIX                       | 1973 - 1976 |
|          | Esteban Garaiz Izarra           |                     | L                          | 1976 - 1979 |
|          | Rafael Corrales Ayala           |                     | LI                         | 1979 - 1982 |
|          | Enrique Fernández Martínez      |                     | LII                        | 1982 - 1985 |
|          | María Luisa Mendoza             |                     | LIII                       | 1985 - 1988 |
|          | Miguel Montes García            |                     | LIV                        | 1988 - 1991 |
|          | Francisco Arroyo Vieyra         |                     | LV                         | 1991 - 1994 |
|          | Severiano Pérez Vázquez         |                     | LVI                        | 1994 - 1997 |
|          | Francisco Ordaz Hernández       |                     | LVII                       | 1997 - 2000 |
|          | Luis Gerardo Rubio Valdéz       |                     | LVIII                      | 2000 - 2003 |
|          | Alfonso Moreno Morán            |                     | LIX                        | 2003 - 2006 |
|          | Francisco Javier Murillo Flores |                     | LX                         | 2006 - 2009 |
|          | Juan Huerta Montero             |                     | LXI                        | 2009 - 2010 |
|          | Aránzazu Quintana Padilla       | 2010 - 2012         | LXI                        |             |
|          | Petra Barrera Barrera           |                     | LXII                       | 2012 - 2015 |
|          | Timoteo Villa Ramírez           |                     | LXIII                      | 2015 - 2018 |
|          | Ariel Rodríguez Vázquez         |                     | LXIV                       | 2018 - 2021 |
|          | Berenice Montes Estrada         |                     | LXV                        | 2021 -      |

## Resultados electorales

### 2021
|  | 31.96 % |

|  | 22.12 % |

|  | 17.41 % |

|  | 5.04 % |

|  | 4.85 % |

|  | 4.09 % |

|  | 3.35 % |

|  | 2.25 % |

|  | 2.16 % |

|  | 1.65 % |

|  | 1.30 % |

|  | 5.03 % |

|  | 0.10 % |

|  | 100 % |

|  | 48.87 % |

### 2018
|  | 38.63 % |

|  | 20.16 % |

|  | 8.75 % |

|  | 3.39 % |

|  | 22.67 % |

|  | 0.06 % |

|  | 6.29 % |

|  | 100.00 % |

### 2012
|  | 32.94 % |

|  | 42.99 % |

|  | 37.51 % |

|  | 6.66 % |

|  | 9.93 % |

|  | 1.54 % |

|  | 9.93 % |

|  | 0.76 % |

|  | 9.93 % |

|  | 4.50 % |

|  | 42.99 % |

|  | 4.25 % |

|  | 0.05 % |

|  | 5.25 % |

|  | 100.00 % |

### 2009
|  | 41.40 % |

|  | 24.78 % |

|  | 11.26 % |

|  | 3.52 % |

|  | 8.46 % |

|  | 2.20 % |

|  | 3.76 % |

|  | 0.05 % |

|  | 4.60 % |

|  | 100.00 % |